# Weston Kelsey

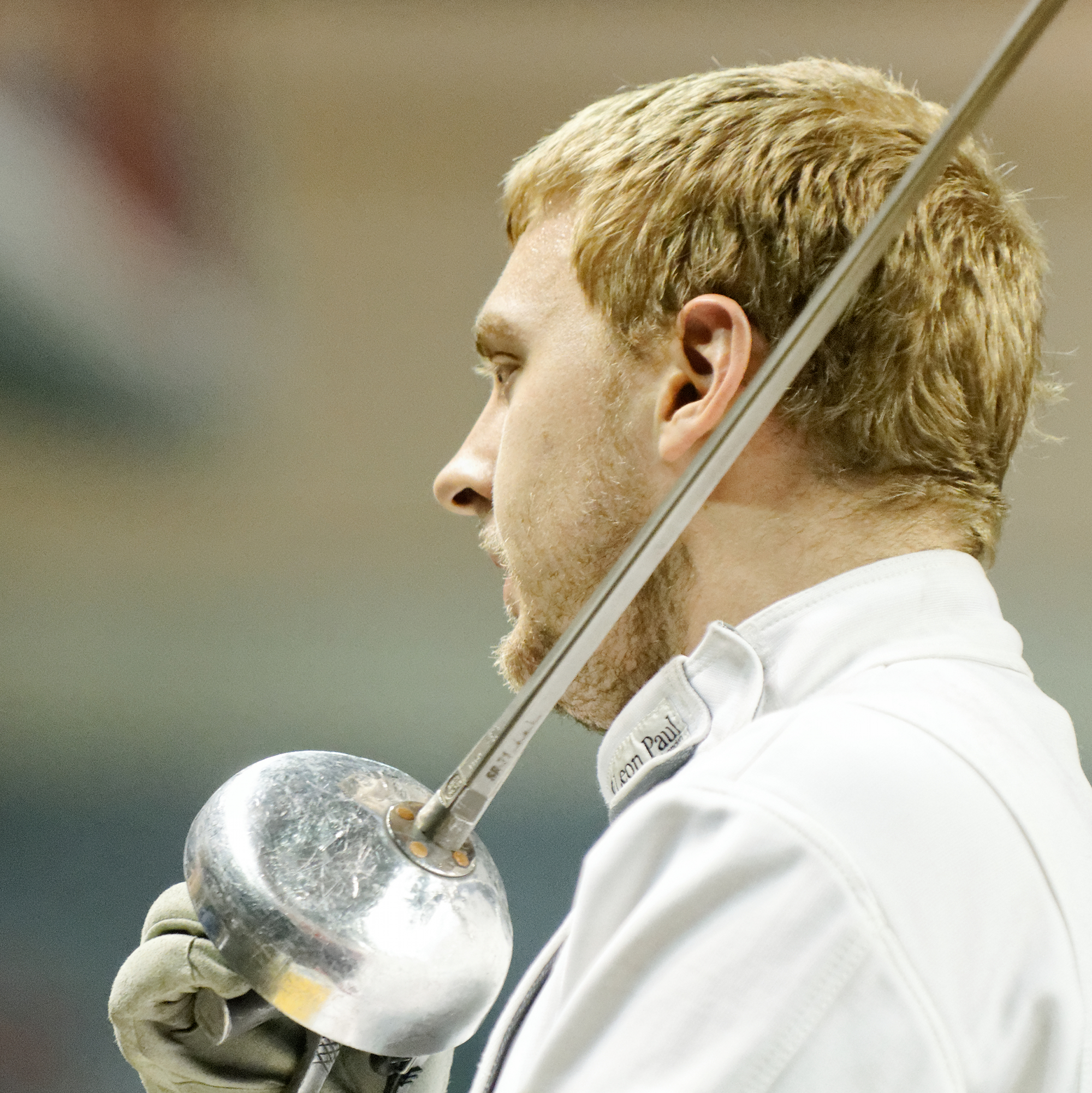
Weston Kelsey (2012)

Weston „Seth“ Kelsey (* 24. August 1981 in Santa Monica) ist ein US-amerikanischer Degenfechter und Weltmeister.
Er hat einen Bachelor-Abschluss im Fach Verhaltensforschung.

## Erfolge
Weston Kelsey trat 2004 das erste Mal bei den Olympischen Spielen an und belegte mit der Degen-Mannschaft den sechsten Platz und im Degen-Einzel den 19. Platz.
2007 erfocht er bei den Panamerikameisterschaften in Montreal Silber im Einzel,
2008 wurde er in Querétaro Panamerikameister. Bei seiner Teilnahme an den Olympischen Spielen in Peking belegte er den 17. Platz.
Im Jahr 2009 errang er bei den Panamerikameisterschaften in San Salvador die Bronzemedaille.
2010 gewann Kelsey bei den Weltmeisterschaften in Paris eine Silbermedaille mit der Mannschaft hinter dem französischen Team.
Im Jahr 2011 gewann er die US-amerikanische Fechtmeisterschaft im Einzel, bei den Panamerikanischen Spielen in Guadalajara mit der Mannschaft und in Reno (Nevada) wurde die US-amerikanische Mannschaft mit ihm Panamerikameister, im Einzel errang er hier Bronze.
2012 gewann Kelsey mit der Mannschaft die Weltmeisterschaften in Kiew, Silber bei den Panamerikameisterschaften in Cancún – im Einzel bekam er bei den Panamerikameisterschaften Bronze. Bei seiner dritten Teilnahme an den Olympischen Spielen in London belegte Kelsey im Einzel den vierten Platz, das ist bisher die höchste Platzierung eines US-amerikanischen Degenfechters bei Olympischen Spielen.

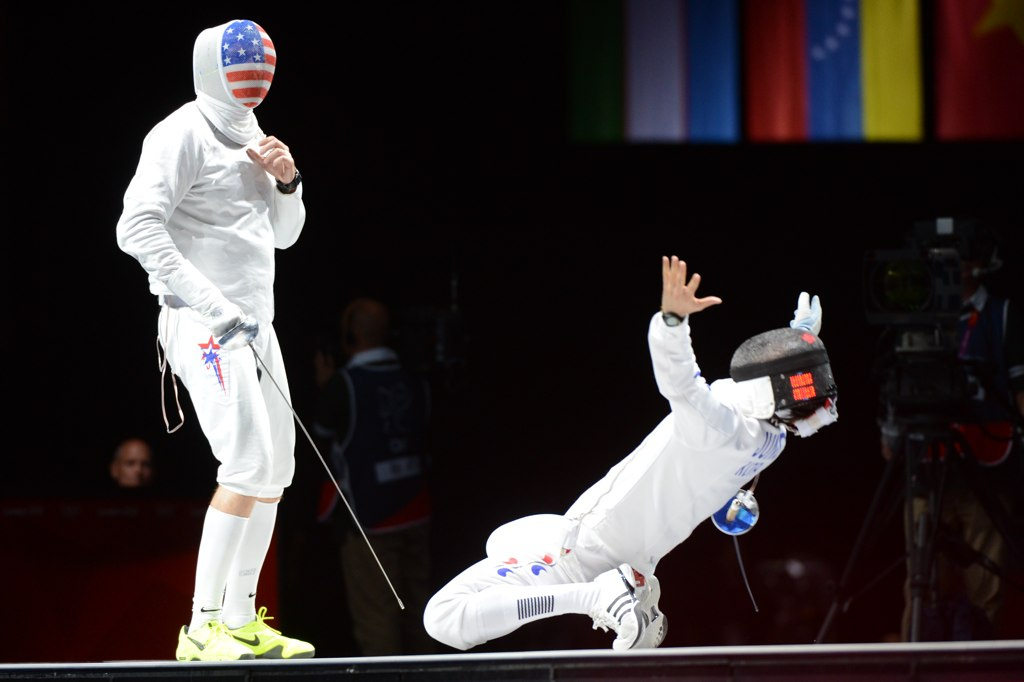
Treffer gegen Seth Kelsey (links) von Jung Jin-sun im Sudden Death um den dritten Platz bei den Olympischen Spielen 2012